# Wirtschaftszentrum Niederösterreich
Das Wirtschaftszentrum Niederösterreich ist ein Gebäudekomplex in Sankt Pölten und fungiert als zentrale Service- und Informationsstelle für Wirtschaftstreibende in ganz Niederösterreich. Es liegt am südlichen Rand des Landhausviertels.

## Architektur
Dabei handelt es sich um den ersten großen Passivhaus-Bürokomplex Österreichs und weist unterschiedliche Fassadenmaterialien auf – Stein, Metall, Glas und Holz. Der Komplex ist als Passivhaus, also ohne herkömmliches Heizsystem, ausgeführt. (Heizenergiebedarf weniger als 15 kWh/m²/Jahr)
Die insgesamt vier Gebäude in Passivhausbauweise sind mit Glasgängen verbunden und bilden den südlichen Abschluss des Regierungsviertels. Die futuristische „schräge“ Architektur, bestehend aus vier Häusern, weist eine Vielfalt verschiedener Materialien, Formen und Funktion auf. Die Architekten DI Erich Millbacher und Franz Gschwantner wollten mit der Vierteilung eine optische und symbolische Beziehung zu den vier Vierteln Niederösterreichs, dem Weinviertel, Mostviertel, Waldviertel und dem Industrieviertel schaffen und signalisierten damit auch die Vielfältigkeit der Wirtschaft in Niederösterreich.

## Verwendung
Im Wirtschaftszentrum wurde für wichtige innovationstechnische Servicebereiche der niederösterreichischen Wirtschaft Platz geschaffen und überdies versucht, eine Zentrale Anlaufstelle für Gewerbetreibende einzurichten. So sind ecoplus. Niederösterreichs Wirtschaftsagentur, die Gründeragentur riz up, der 144 Notruf Niederösterreich, die NÖ Werbung, sowie die tecnet capital, die Technologiefinanzierungsgesellschaft des Landes, hier untergebracht.